# Episodi di Die Rosenheim-Cops (dodicesima stagione)
La dodicesima stagione della serie televisiva Die Rosenheim-Cops è stata trasmessa in anteprima in Germania dalla ZDF tra il 2 ottobre 2012 e il 26 marzo 2013.
| nº | Titolo originale                     | Titolo italiano | Prima TV Germania | Prima TV Italia |
| -- | ------------------------------------ | --------------- | ----------------- | --------------- |
| 1  | Die Rückkehr des Patriarchen         | inedito         | 2 ottobre 2012    | inedito         |
| 2  | Erben will gekonnt sein              | inedito         | 9 ottobre 2012    | inedito         |
| 3  | Der Club des toten Dichters          | inedito         | 16 ottobre 2012   | inedito         |
| 4  | Echo des Todes                       | inedito         | 23 ottobre 2012   | inedito         |
| 5  | Betriebsausflug in den Tod           | inedito         | 30 ottobre 2012   | inedito         |
| 6  | Der Tote in der Glasvitrine          | inedito         | 6 novembre 2012   | inedito         |
| 7  | Der Fall Ortmann                     | inedito         | 13 novembre 2012  | inedito         |
| 8  | Tod im Bioladen                      | inedito         | 20 novembre 2012  | inedito         |
| 9  | Frostiger Tod                        | inedito         | 27 novembre 2012  | inedito         |
| 10 | Ein Fall für Schretzmayer            | inedito         | 4 dicembre 2012   | inedito         |
| 11 | Unter Geiern                         | inedito         | 11 dicembre 2012  | inedito         |
| 12 | Tod auf zwei Rädern                  | inedito         | 18 dicembre 2012  | inedito         |
| 13 | Zu Tode genascht                     | inedito         | 8 gennaio 2013    | inedito         |
| 14 | Tödliche Konkurrenz                  | inedito         | 15 gennaio 2013   | inedito         |
| 15 | Auf Kommando tot                     | inedito         | 22 gennaio 2013   | inedito         |
| 16 | Wer zweimal stirbt, ist wirklich tot | inedito         | 29 gennaio 2013   | inedito         |
| 17 | Ausgetestet                          | inedito         | 5 febbraio 2013   | inedito         |
| 18 | Die letzte Beichte                   | inedito         | 12 febbraio 2013  | inedito         |
| 19 | Ausgespielt                          | inedito         | 19 febbraio 2013  | inedito         |
| 20 | Mörderische Rache                    | inedito         | 26 febbraio 2013  | inedito         |
| 21 | Der Tod des Präsidenten              | inedito         | 5 marzo 2013      | inedito         |
| 22 | Nie mehr erste Liga                  | inedito         | 12 marzo 2013     | inedito         |
| 23 | Abgehängt                            | inedito         | 19 marzo 2013     | inedito         |
| 24 | Ein Schnaps und eine Leiche          | inedito         | 26 marzo 2013     | inedito         |